# 川端警察署
川端警察署（かわばたけいさつしょ）は、京都府警察が管轄する警察署の一つである。署員数約100名の小規模警察署であり、署長は警視が担当する。
京都府警の警察署で唯一、管轄地域内に国道が通っていない。
警察署再編で2028年度以降、下鴨警察署と統廃合され左京警察署となる予定であるが、左京警察署の庁舎は下鴨警察署のものが使用され、川端警察署は廃止される予定。

## 所在地
- 京都市左京区岡崎徳成町1番地

## 管轄区域
- 京都市左京区のうち[1]

東門前町、北門前町、正往寺町、頭町、和国町、法皇寺町、福本町、南門前町、新東洞院町、菊鉾町、讃州寺町、新車屋町、超勝寺門前町、法林寺門前町、大菊町、新丸太町、孫橋町、新生州町、新先斗町、大文字町、中川町、難波町、杉本町、吉永町、石原町、秋築町、下堤町、聖護院東寺領町、東竹屋町、東丸太町、聖護院川原町、聖護院蓮華蔵町、聖護院東町、聖護院中町、聖護院円頓美町、聖護院西町、聖護院山王町、岡崎天王町、岡崎東天王町、岡崎法勝寺町、岡崎南御所町、岡崎西天王町、岡崎徳成町、岡崎円勝寺町、岡崎成勝寺町、岡崎最勝寺町、粟田口鳥居町、南禅寺下河原町、南禅寺福地町、南禅寺草川町、南禅寺南禅寺山町、南禅寺風呂山町、永観堂町、永観堂西町、南禅寺北ノ坊町、若王寺町、鹿ケ谷宮ノ前町、鹿ケ谷上宮ノ前町、鹿ケ谷下宮ノ前町、鹿ケ谷桜谷町、鹿ケ谷寺ノ前町、鹿ケ谷西寺ノ前町、鹿ケ谷高岸町、鹿ケ谷法然院町、鹿ケ谷法然院西町、鹿ケ谷御所ノ段町、浄土寺石橋町、浄土寺南田町、浄土寺上南田町、浄土寺下南田町、銀閣寺町、銀閣寺前町、浄土寺西田町の一部、浄土寺東田町の一部、岡崎真如堂前町、岡崎東福ノ川町、黒谷町、岡崎北御所町、岡崎西福ノ川町、岡崎入江町、吉田本町の一部、吉田上大路町、吉田中大路町、吉田二本松町、吉田近衛町、吉田上大路町、吉田牛ノ宮町、吉田橘町、吉田河原町、吉田上阿達町、吉田中阿達町、吉田泉殿町の一部、田中下柳町の一部、田中関田町の一部、吉田上阿達町、吉田神楽岡町、浄土寺真如町、浄土寺馬場町、浄土寺上馬場町、浄土寺下馬場町、粟田口大日山町、粟田口山下町、粟田口如意ケ嶽町、粟田口入会山町、鹿ケ谷大里谷町、鹿ケ谷菖蒲谷町、鹿ケ谷不動山町、鹿ケ谷若王子山町、鹿ケ谷善気山町、鹿ケ谷徳善谷町、鹿ケ谷多頂山町、鹿ケ谷栗木谷町、浄土寺提灯山町、浄土寺七廻り町、浄土寺打越町、浄土寺広帖町、浄土寺大山町、浄土寺小山町
概ね今出川通（京都府道101号）以南だが、銀閣寺前町と銀閣寺町は今出川通り以北を含む。

## 沿革
- 1955年（昭和30年）7月1日：京都市警察が京都府警察に統合。京都市川端警察署から京都府川端警察署となる。

## 内部組織
- 会計課 - 会計係
- 警務課 - 警務係、留置管理係、犯罪被害者支援係、広聴・相談係
- 生活安全課 - 生活安全係
- 地域課 - 地域第一係、地域第二係、地域第三係、地域管理係
- 刑事課 - 捜査管理係、強行・盗犯係、知能・組織犯罪対策係
- 交通課 - 交通係
- 警備課 - 警備係

## 交番
（ ）の中は所在地。
- 岡崎公園交番（京都市左京区岡崎成勝寺町71）
- 南禅寺交番（京都市左京区南禅寺草川町37）
- 黒谷交番（京都市左京区岡崎東福ノ川町32）
- 東一条交番（京都市左京区吉田中阿達町37-1）
- 銀閣寺交番（京都市左京区銀閣寺前町57）

## 駐在所
なし